# Azerbaidjan als Jocs Olímpics
L'Azerbaidjan (AZE) ha enviat esportistes a tots els Jocs Olímpics des de 1996. Els atletes de l'Azerbaidjan han guanyat un total de 51 medalles: 7 medalles d'or, 15 medalles de plata i 29 medalles de bronze. L'Azerbaidjan no han guanyat cap medalla en els Jocs Olímpics d'Hivern.

## Medalles
| Jocs                | Atletes | Or | Plata | Bronze | Total | Pos. |       |
| Atlanta 1996        | 20      | 0  | 1     | 0      | 1     | 61   | [ 3 ] |
| Sydney 2000         | 31      | 2  | 0     | 1      | 3     | 34   | [ 4 ] |
| Atenes 2004         | 36      | 1  | 0     | 4      | 5     | 50   | [ 4 ] |
| Pequín 2008         | 44      | 1  | 1     | 4      | 6     | 40   | [ 5 ] |
| Londres 2012        | 52      | 2  | 2     | 5      | 9     | 30   | [ 6 ] |
| Rio de Janeiro 2016 | 56      | 1  | 7     | 10     | 18    | 39   | [ 4 ] |
| Tòquio 2020         | 44      | 0  | 3     | 4      | 7     | 67   | [ 7 ] |
| París 2024          | ―       | ―  | ―     | ―      | ―     | ―    | ―     |
| Total               | Total   | 7  | 14    | 28     | 49    | 63   |       |

| Jocs                | Atletes | Or | Plata | Bronze | Total | Pos. |             |
| Nagano 1998         | 4       | 0  | 0     | 0      | 0     | —    | [ 2 ] [ 4 ] |
| Salt Lake City 2002 | 4       | 0  | 0     | 0      | 0     | —    | [ 2 ] [ 4 ] |
| Torí 2006           | 2       | 0  | 0     | 0      | 0     | —    | [ 2 ] [ 4 ] |
| Vancouver 2010      | 2       | 0  | 0     | 0      | 0     | —    | [ 2 ] [ 4 ] |
| Sochi 2014          | 3       | 0  | 0     | 0      | 0     | —    | [ 2 ] [ 4 ] |
| PyeongChang 2018    | 1       | 0  | 0     | 0      | 0     | —    | [ 2 ] [ 4 ] |
| Pequín 2022         | 2       | 0  | 0     | 0      | 0     | —    | [ 8 ]       |
| Milano Cortina 2026 | —       | —  | —     | —      | —     | —    | —           |
| Total               | Total   | 0  | 0     | 0      | 0     | –    |             |

| Medalla | Atleta                  | Jocs         | Esport     | Prova                 |
| ------- | ----------------------- | ------------ | ---------- | --------------------- |
| Plata   | Namiq Abdullayev        | Atlanta 1996 | Lluita     | Lliure –52 kg.        |
| Or      | Namiq Abdullayev        | Sydney 2000  | Lluita     | Lluita lliure –54 kg. |
| Or      | Zemfira Meftahatdinova  | Sydney 2000  | Tir        | Skeet                 |
| Bronze  | Vugar Alekperov         | Sydney 2000  | Boxa       | Pes mitjà             |
| Or      | Fərid Mənsurov          | Atenes 2004  | Lluita     | Grecoromana –74kg.    |
| Bronze  | Irada Ashumova          | Atenes 2004  | Tir        | Pistola ràpida 25 m.  |
| Bronze  | Fuad Aslanov            | Atenes 2004  | Boxa       | Pes mosca             |
| Bronze  | Ağası Məmmədov          | Atenes 2004  | Boxa       | Pes gall              |
| Bronze  | Zemfira Meftakhetdinova | Atenes 2004  | Tir        | Skeet                 |
| Or      | Elnur Mammadli          | Judo         | –73 kg.    |                       |
| Plata   | Rövşən Bayramov         | Pequín 2008  | Lluita     | Grecoromana –55 kg.   |
| Bronze  | Şahin İmranov           | Pequín 2008  | Boxa       | Pes ploma             |
| Bronze  | Mövlud Mirəliyev        | Pequín 2008  | Judo       | –100 kg.              |
| Bronze  | Xetaq Qazyumov          | Pequín 2008  | Lluita     | Lliure –96 kg.        |
| Bronze  | Mariya Stadnik          | Pequín 2008  | Lluita     | Lliure –48 kg.        |
| Or      | Toghrul Asgarov         | Londres 2012 | Lluita     | Lliure –60 kg.        |
| Or      | Sharif Sharifov         | Londres 2012 | Lluita     | Lliure –84 kg.        |
| Plata   | Rovshan Bayramov        | Londres 2012 | Lluita     | Grecoromana –55 kg.   |
| Plata   | Mariya Stadnik          | Londres 2012 | Lluita     | Lliure –48 kg.        |
| Bronze  | Emin Ahmadov            | Londres 2012 | Lluita     | Grecoromana –74 kg.   |
| Bronze  | Yuliya Ratkevich        | Londres 2012 | Lluita     | Lliure –55 kg         |
| Bronze  | Teymur Mammadov         | Londres 2012 | Boxa       | Pes pesant            |
| Bronze  | Magomedrasul Majidov    | Londres 2012 | Boxa       | Pes superpesant       |
| Bronze  | Khetag Gazyumov         | Londres 2012 | Lluita     | Lliure –96 kg         |
| Or      | Radik Isayev            | Rio 2016     | Taekwondo  | +80 kg.               |
| Plata   | Rustam Orujov           | Rio 2016     | Judo       | –73 kg.               |
| Plata   | Elmar Gasimov           | Rio 2016     | Judo       | –100 kg.              |
| Plata   | Mariya Stadnik          | Rio 2016     | Lluita     | Lliure –48 kg.        |
| Plata   | Valentin Demyanenko     | Rio 2016     | Piragüisme | C-1 500 m.            |
| Plata   | Toghrul Asgarov         | Rio 2016     | Lluita     | Lliure –65 kg.        |
| Plata   | Lorenzo Sotomayor       | Rio 2016     | Boxa       | Pes superlleuger      |
| Plata   | Khetag Gazyumov         | Rio 2016     | Lluita     | Lliure –97 kg.        |
| Bronze  | Sabah Shariati          | Rio 2016     | Lluita     | Grecoromana –130 kg.  |
| Bronze  | Inna Osypenko-Radomska  | Rio 2016     | Piragüisme | K-1 200 m.            |
| Bronze  | Rasul Chunayev          | Rio 2016     | Lluita     | Grecoromana –66 kg.   |
| Bronze  | Patimat Abakarova       | Rio 2016     | Taekwondo  | –49 kg.               |
| Bronze  | Kamran Shakhsuvarly     | Rio 2016     | Boxa       | Pes mitjà             |
| Bronze  | Nataliya Synyshyn       | Rio 2016     | Lluita     | Lliure –53 kg.        |
| Bronze  | Haji Aliyev             | Rio 2016     | Lluita     | Lliure –57 kg.        |
| Bronze  | Jabrayil Hasanov        | Rio 2016     | Lluita     | Lliure –74 kg.        |
| Bronze  | Milad Beigi             | Rio 2016     | Taekwondo  | –80 kg.               |
| Bronze  | Sharif Sharifov         | Rio 2016     | Lluita     | Lliure –86 kg.        |
| Plata   | Rəfael Ağayev           | Tòquio 2020  | Karate     | –75 kg.               |
| Plata   | İrina Zaretska          | Tòquio 2020  | Karate     | +61 kg.               |
| Plata   | Hacı Əliyev             | Tòquio 2020  | Lluita     | –65 kg.               |
| Bronze  | Loren Alfonso           | Tòquio 2020  | Boxa       | Pes semipesant        |
| Bronze  | Iryna Kindzerska        | Tòquio 2020  | Judo       | +78 kg.               |
| Bronze  | Rafiq Hüseynov          | Tòquio 2020  | Lluita     | –77 kg.               |
| Bronze  | Elis Manolova           | Tòquio 2020  | Lluita     | –68 kg.               |

| Esport       | Or | Plata | Bronze | Total |
| Lluita       | 4  | 8     | 13     | 26    |
| Tir          | 1  | 0     | 2      | 3     |
| Taekwondo    | 1  | 0     | 2      | 3     |
| Judo         | 1  | 2     | 2      | 5     |
| Karate       | 0  | 2     | 0      | 2     |
| Boxa         | 0  | 1     | 8      | 9     |
| Piragüisme   | 0  | 1     | 1      | 2     |
| Halterofília | 0  | 0     | 1      | 1     |
| Total        | 7  | 14    | 28     | 49    |

| Medalla | Atleta           | Jocs        | Esport       | Prova               |
| ------- | ---------------- | ----------- | ------------ | ------------------- |
| Plata   | Vitali Rəhimov   | Pequín 2008 | Lluita       | Grecoromana –60 kg. |
| Bronze  | Valentin Hristov | Pequín 2012 | Halterofília | –56 kg.             |

## Jocs Olímpics d'Hivern

### Esquí alpí

#### Categoria masculina
| Jocs                | Atleta           | Prova          | Ronda 1 | Ronda 1 | Ronda 2 | Ronda 2 | Total   | Total   |
| Jocs                | Atleta           | Prova          | Temps   | Pos.    | Temps   | Pos.    | Temps   | Posició |
| ------------------- | ---------------- | -------------- | ------- | ------- | ------- | ------- | ------- | ------- |
| Salt Lake City 2002 | Elbrus Isakov    | Eslàlom        | DNF     | DNF     | —       | —       | DNF     | DNF     |
| Vancouver 2010      | Jedrij Notz      | Eslàlom gegant | 1:30.78 | 79      | 1:35.20 | 74      | 3:05.98 | 72      |
| Vancouver 2010      | Jedrij Notz      | Eslàlom        | DNF     | DNF     | —       | —       | DNF     | DNF     |
| Sotxi 2014          | Patrick Brachner | Eslàlom gegant | 1:31.32 | 60      | 1:32.31 | 53      | 3:03.63 | 53      |
| Sotxi 2014          | Patrick Brachner | Eslàlom        | DNF     | DNF     | —       | —       | DNF     | DNF     |
| PyeongChang 2018    | Patrick Brachner | Eslàlom        | DNF     | DNF     | —       | —       | DNF     | DNF     |

#### Categoria femenina
| Jocs           | Atleta                | Prova          | Ronda 1 | Ronda 1 | Ronda 2 | Ronda 2 | Total   | Total   |
| Jocs           | Atleta                | Prova          | Temps   | Pos.    | Temps   | Pos.    | Temps   | Posició |
| -------------- | --------------------- | -------------- | ------- | ------- | ------- | ------- | ------- | ------- |
| Vancouver 2010 | Gaia Bassani Antivari | Eslàlom gegant | 1:30.82 | 66      | 1:26.05 | 57      | 2:56.87 | 57      |
| Vancouver 2010 | Gaia Bassani Antivari | Eslàlom        | DNF     | DNF     | —       | —       | DNF     | DNF     |
| Sotxi 2014     | Gaia Bassani Antivari | Eslàlom        | DNS     | DNS     | DNS     | DNS     | DNS     | DNS     |

### Patinatge artístic

#### Categoria masculina
| Jocs                | Atleta              | Prova      | SP          | SP   | FS           | FS   | Total  | Posició |
| Jocs                | Atleta              | Prova      | Punts       | Pos. | Punts        | Pos. | Total  | Posició |
| ------------------- | ------------------- | ---------- | ----------- | ---- | ------------ | ---- | ------ | ------- |
| Nagano 1998         | Igor Pashkevich     | Individual | 116.0 (6.5) | 13   | 134.0 (15.0) | 15   | 21.5   | 16      |
| Salt Lake City 2002 | Sergey Rylov        | Individual | 11.0        | 22   | 22.0         | 22   | 33.0   | 24      |
| Pequín 2022         | Vladimir Litvintsev | Individual | 84.15       | 18   | 155.04       | 19   | 239.19 | 18      |

#### Categoria femenina
| Jocs        | Atleta            | Prova      | SP          | SP   | FS           | FS   | Total  | Posició |
| Jocs        | Atleta            | Prova      | Punts       | Pos. | Punts        | Pos. | Total  | Posició |
| ----------- | ----------------- | ---------- | ----------- | ---- | ------------ | ---- | ------ | ------- |
| Nagano 1998 | Yuliya Vorobyova  | Individual | 167.0 (9.0) | 18   | 135.0 (16.0) | 16   | 25.0   | 16      |
| Pequín 2022 | Ekaterina Ryabova | Individual | 61.82       | 16   | 118.15       | 15   | 179.97 | 15      |

#### Categoria mixta

##### Parelles
| Jocs        | Atleta                               | Prova    | SP          | SP   | FS           | FS   | Total | Posició |
| Jocs        | Atleta                               | Prova    | Punts       | Pos. | Punts        | Pos. | Total | Posició |
| ----------- | ------------------------------------ | -------- | ----------- | ---- | ------------ | ---- | ----- | ------- |
| Nagano 1998 | Inga Rodionova Aleksandr Anishchenko | Parelles | 166.0 (9.5) | 19   | 159.0 (18.0) | 18   | 27.5  | 18      |

##### Dansa
| Jocs                | Atleta                      | Prova | CD1        | CD1  | CD2        | CD2  | OD          | OD   | FS          | FS   | Total  | Posició |
| Jocs                | Atleta                      | Prova | Punts      | Pos. | Punts      | Pos. | Punts       | Pos. | Punts       | Pos. | Total  | Posició |
| ------------------- | --------------------------- | ----- | ---------- | ---- | ---------- | ---- | ----------- | ---- | ----------- | ---- | ------ | ------- |
| Salt Lake City 2002 | Kristin Fraser İqor Lukanin | Dansa | 80.6 (3.4) | 17   | 82.1 (3.4) | 17   | 82.1 (10.8) | 18   | 85.5 (17.0) | 17   | 34.6   | 17      |
| Torí 2006           | Kristin Fraser İqor Lukanin | Dansa | 27.27      | 20   | —          | —    | 43.83       | 19   | 77.14       | 17   | 148.24 | 19      |

| Jocs       | Atleta                          | Prova | SP    | SP   | FS    | FS   | Total  | Posició |
| Jocs       | Atleta                          | Prova | Punts | Pos. | Punts | Pos. | Total  | Posició |
| ---------- | ------------------------------- | ----- | ----- | ---- | ----- | ---- | ------ | ------- |
| Sotxi 2014 | Yuliya Zlobina Aleksey Sitnikov | Dansa | 58.15 | 14   | 90.48 | 11   | 148.63 | 12      |